# قرائت چند معنایی
قرائت چند معنایی که در نقطه مقابل با قرائت تک معنایی، تک مفهومی، و تک برداشتی قرار می‌گیرد، ریشه در فلسفه مدرن و بیشتر، فلسفه انتقادی معاصر دارد. بیان مفهومی این اصطلاح که فلسفه معاصر و حتی مفهوم کلاسیک فلسفه، هنر، معماری و نقاشی را به چالش کشیده‌است، به عنوان گفتمانی افلاطونی ستیز و دکارت ستیز مطرح می‌گردد، که در حقیقت فلسفه کلاسیک غربی و فلسفه باستان را به چانه زنی فرا می‌خواند و آن را زیر سؤال می‌برد. این گفتمان ریشه در آرا و افکار دو فیلسوف معاصر؛ ژیل دلوز و ژاک دریدا دارد. از نظر دلوز، هستی از زیر بناهای عقل ریاضی استخراج نشده‌است. وی در کتاب تاثیرگزار خود؛ ضد ادیپ سرمایه‌داری و اسکیزوفرنی (۱۹۷۲)، خرد مدرن را مورد پرسش قرار می‌دهد و آن را به چالش می‌کشد. از نظر دلوز، خرد هر جایی است. افکار ژیل دلوز همچون ژاک دریدا ریشه در فلسفه دیکانتستراکشن یا ساختارشکنی دارد. بنابر نظریات فلسفه دیکانستراکشن، هیچ ارجحیتی در جهان وجود ندارد. زیر بنا و روبنایی وجود ندارد. هیچ سلسله مراتبی نمی‌تواند چیزی را پست‌تر یا والاتر نشان دهد. همهٔ ترازها و همه سطوح، در نهاد هم مرتبه اند، هم ارزشند، و در حقیقت، با ارزش یا بی‌ارزشی وجود ندارد و هیچ چیز بالاتر و رفیع تر نیست. در همین راستا، فلسفه دیکانستراکشن با هم تراز دانستن ارزش گفتار و نوشتار، که بالعکس همواره در فرهنگ غرب همیشه به گفتار بر نوشتار، به علت وجود گوینده متن، ارجحیت داده شده‌است دقیقاً بر این اصل پافشاری می‌کند که هر متن مفهوم و معنایی چندگانه دارد و خوانندهٔ متن تعیین کنندهٔ مفهوم آن است نه نویسنده متن. در حقیقت ساختارشکنی شیوه‌ای از تحقیق است که بر پایه آن، نوشته‌ها سرشار از سردرگمی، چند پهلویی، چند مفهومی و تناقض است. و در خوانش یک متن، آرا، تفسیر و تأویلهای متفاوتی را از موضوع همان یک متن واحد بیان می‌کند. به همین جهت ژاک دریدا، با بیان این روش، صداقت و معنای تک وجهی، حقیقی، مصرانه، و دائمی را از متن می‌گیرد، امکان خوانش‌های متفاوتی را به خواننده می‌دهد و در واقع با این نگرش بیان می‌کند که هر فرد مالک سلیقه و برداشتی متفاوت است.

## قرائت چند معنایی و فلسفه فولد
فلسفه فولد استخراج شده از همین معناست. در فلسفه فولد یا فولدینگ، پیچیدگی با وحدت یا تقابل نشان داده نمی‌شود، بلکه با انعطاف، نرمینگی و ملایمت، پیچیدگی را مصور و مجسم می‌کنند. فولد به معنی تاخورده، چین چین، و چند لایه است. این فلسفه در پی از بین بردن دوگانگی هاست. دوگانگی‌ها، تقابل‌های دوتایی و اضداد افلاطونی هستند که در دو جبهه مقابل یکدیگر قرار می‌گیرند. فولد، یعنی چین‌های در هم تابیده و لایه‌های در هم تنیده؛ یعنی لایه‌های هزار تو، یعنی هر لایه در کنار لایهٔ دیگر؛ یعنی همه چیز در کنار هم است، هیچ اندیشه ایی بر دیگری ارجحیت ندارد، تفسیری بالاتر از دیگری نیست، همه چیز افقی است، هیچ چیز قائم و عمودی و ایستاده بر تراز بالاتر از دیگری نیست. به عبارت دیگر فولدینگ می‌خواهد منطق دو ارزشی را دیکانستراکت کند و کثرت و تباین را جایگزین آن کند. فولد، ضد تبار است و به دنبال ریشه‌ها نیست. در حقیقت فولدینگ هم مانند دیکانستراکشن در پی از بین بردن مبانی فکری کلاسیک تمدن غرب، و بالاخص منطق ریاضی گونه، مستبد، تک وجهی، تک معنایی و برتری جوی باستان است؛ بنابراین، با توجه به ساختار ضد طبقاتی فولدینگ، یکی از موارد کلیدی در مباحث مطرح شده توسط دلوز، افقی گرایی است. فولدینگ، عمود گرایی، طبقه‌بندی و سلسله مراتب را مردود می‌داند. و به جای آن افقی گرایی را مطرح می‌کند. از نظر فولدینگ همه چیز هم سطح است. ژیل دلوز در کتاب خود به نام فولد، لایبنیتز و باروک (۱۹۸۲) جهان را چنین تبیین می‌کند: «جهان به عنوان کالبدی از فولدها و سطوح بی‌نهایت که از طریق فضا، زمان فشرده شده، در هم پیچ و تاب خورده و پیچیده شده‌است.» دلوز هستی و اجزای آن را همواره در حال «شدن» می‌بیند. در حقیقت جهان فولدینگ، جهانی همگن و خاکستری شده از سپیدی و سیاهی‌ها نیست؛ بلکه جهانی است خال خالی، جهانی با رنگ‌های درآمیخته و ابر و باد گونه، جهانی در هم تنیده بدون مرز مشخص و جدا کننده، جهانی تو در تو و لایه به لایه و در عین حال بدون تبعیض.

## مثال درخت ریزوم و عدم وجود سلسله مراتب
ژیل دلوز به همراه یار هم فکر خود، فیلیکس گاناری، مقاله ای با نام ریزوم در سال ۱۹۷۶ در پاریس منتشر کرد. این موضوع در کتاب هزار سطح صاف در سال ۱۹۸۰ به صورت کامل تر توسط این دو مطرح گردید. ریزوم گیاهی است که بر خلاف سایر گیاهان، ساقهٔ آن به صورت افقی و در زیر خاک رشد می‌کند. برگ‌های آن خارج از خاک است. با قطع بخشی از ساقه آن، این گیاه از بین نمی‌رود، بلکه از همان‌جا دوباره در زیر خاک گسترش می‌یابد و جوانه‌های تازه ایجاد می‌کند. این دو متفکر با مطرح نمودن بحث ریزوم، سعی در بنیان فکنی اندیشه غرب کردند و اصول اولیه آن را زیر سؤال بردند. از نظر آن‌ها، عقلانیت غرب به صورت سلسله مراتب عمود وار، درخت گونه و مرکز مدار است. در نقطه مقابل نظام درخت وار، ریزوم و چند پارگی قرار دارد. ریزوم در نفس خود متعدد است، تعددی آزاد از قید یگانگی. نظام مبتنی بر تعدد قطعاً یک ریزوم است و با ریشه و انشعابات آن تفاوت دارد. ریزوم خود صورت‌های گوناگون دارد، از گسترش سطحی منشعب در همهٔ جهات گرفته تا برآمدگی و غده. پس ریزوم عامل ارتباط و دگرزایی است و امکان ایجاد شبکه ای بی پایان را فراهم می‌کند، زیرا هر نقطه از آن می‌تواند به نقاط دیگر وصل شود. بر خلاف درخت که در نقطه ای ثابت ریشه می‌گیرد، ریزوم حتی هنگامی که شکسته یا از هم گسسته شود باز می‌تواند حیات خود را از سر گیرد و در جهت‌های دیگر رشد کند. ریزوم درعین اینکه لایه لایه و وابسته به مکان است، می‌تواند از جای خود برکند، و به پیش رود و حلقه‌های پیوند و شبکه‌های ارتباطی جدید ایجاد کند. این خاصیت پی آمدهایی دربردارد: ریزوم می‌تواند سبب ارتباط نظام‌های بسیار متفاوت و حتی نامتناجس شود، ریزوم متشکل از واحدهای مختلف نیست، بلکه از تجمع جهت‌های گوناگون تشکیل شده، نه آغازی دارد و نه پایانی، همیشه در بین راه است، ماهیت آن بی وقفه تغییر می‌یابد؛ بنابراین عامل دگردیسی دائمی است، مانند درخت، حاصل تولید مثل نیست. بلکه ضد تبار است. بر خلاف گرته‌ها و طرح‌های نقاشی که مدام عین خود را تولید می‌کنند، ریزوم نقشه ای است که همواره قابلیت برهم خوردن، ایجاد پیوند، و تغییر را دارد و راه‌های ورود و خروج آن متعدد است. ریزوم نظامی فاقد مرکز و رده‌بندی، عاری از دلالت و بدون راهبر است. مانند درخت در قالب فعل «بودن» متحقق نمی‌شود، بلکه چون به‌طور نامحدود گسترش می‌یابد، شبکه ای از حرف ربط (و … و …) را به هم می‌تند. از همین رو قادر است فعل بودن را ریشه برکند و آن را هزار تکه کند. در حقیقت ژیل دلوز بحث ریزوم را مطرح می‌کند و با آغاز این بحث، از تبار زدایی و ریشه زدایی حرف می‌زند. از گیاهی صحبت می‌کند که هر روز بیانگر یک شکل و یک مفهوم جدید است و با هر روز رشد خود، فرم و طرحی جدید را خلق می‌کند. او هم مانند ژاک دریدا قرائت تک معنایی را مردود می‌داند و معتقد به قرائت‌ها و تفسیرهای مختلف و تفاهم، تعامل و تحمل این قرائت‌ها نسبت به یکدیگر و در کنار یکدیگر است.

## آرا اندیشمندان در مورد قرائت چند معنایی و دیکانتستراکشن
داریوش شایگان، اندیشمند معاصر، دربارهٔ ارکان فلسفه دیکانتستراکشن و قرائت چند معنایی می‌نویسد: «به زعم آنان –دلوز و گاتاری – تفکر غرب قرن‌ها در استیلای الگوی درخت وار بوده‌است. همه رشته‌های مطالعاتی، اعم از گیاه‌شناسی، الهیات و هستی‌شناسی از این الگو تأثیر پذیرفته‌اند. فلاسفه همواره در جست و جوی بنیاد و ریشه بوده‌اند. آنها نظام‌های رده‌بندی شده ایجاد کرده‌اند که شامل مراکز تولید معانی و مفهوم سازی و دستگاه‌های خودکار مرکزی، همچون حافظه‌های سازمان یافته بوده‌است».
او همچنین در جای دیگر به نقل از دلوز بیان می‌کند؛ «هیچ واقعه، هیچ پدیده، هیچ کلمه و هیچ اندیشه ای وجود ندارد که معانی متعدد نداشته باشد. نتیجتاً تنها جهان قابل شناسایی، جهان تمایزها است، یا به عبارتی جهان تفسیرها، زیرا ارزیابی این چیز و آن چیز و کار ظریف سنجش چیزها و معانی هر یک، به والاترین هنر فلسفه یعنی تفسیر تعلق دارد. هیچ چیز خارج از تفسیرهای متنازع وجود ندارد.»
در جای دیگر بابک احمدی، مؤلف و محقق معاصر، دربارهٔ تفکر ژیل دلوز و اندیشه قرائت چند معنایی می‌نویسد: «راه‌های بی شمار به خانه ای می‌رسند، درهای متعدد قصر باز و بسته می‌شوند. همه چیز چند گونگی معنا را تثبیت می‌کند».

## هنر و قرائت چند معنایی
افکار فلسفه دیکانستراکشن به وضوح به بدنه تمام رشته‌های دانش رسوخ کرده‌است. هنر، معماری، زبان‌شناسی، مردم‌شناسی، روان‌شناسی، علوم انسانی، جامعه‌شناسی، و حتی دین‌شناسی و الهیات، به فلسفه دیکانتستراکشن آغشته‌اند.
هنر و معماری بیش ار هر رشتهٔ دیگر، با این فلسفه ساختارشکن در هم تنیده‌اند. یکی از دلایل تطابق بیشتر این دو رشته با فلسفه دیکانستراکشن و قرائت چند معنایی، وجود رایانه در روند طراحی در این رشته هاست. رایانه قادر است بین دو شکل، شکل‌های میانی را برای انتقال نرم یکی به دیگری انجام دهد. این انتقال نرم مدت‌ها است که در فیلم‌های تبلیغاتی، فیلم‌های ویدیویی و فیلم‌های سینمایی انجام می‌شود. در فیلم ویدیویی مایکل جکسون به نام سیاه و سفید، تصویر صورت چند فرد مختلف که از رنگ‌ها، جنسیت و سنین مختلف بودند و در مقابل چشمان حیرت‌زده تماشاگران تلویزیون، تصویر یکی به دیگری تبدیل می‌شد، بدون آن که بیننده احساس کند که این لایه‌های بین دو صورت کاملاً متفاوت به صورت تصنعی یا نا همگون به یکدیگر تبدیل می‌شوند.
نیز در فیلم ترمیناتور هنرپیشه ایی با نقش منفی می‌توانست کالبد خود را به صورت جیوه درآورد و همانند جیوه در هر شرایطی تغییر حالت دهد. و روی زمین، همانند یک کف پوش پهن شود و سپس از روی کف بلند شده و به صورت انسان یا حالت‌های دیگر در آید. امروزه با استفاده از رایانه، این انتقال و تغییر شکل به راحتی قابل اجرا است و هنرمندان معاصر، و معماران پیرو سبک فولدینگ سعی دارند که معماری را با علم روز همگون و همسو سازند.

## معماران و قرائت چند معنایی
معماری بیشتر از هر رشته ایی با فلسفه دیکانستراکشن و فولدینگ درآمیخته است. اصطلاح "فرم ضعیف" یا "weak form" را پیتر آیزنمن، معمار سبک فولد و به عنوان بانی طرح فلسفهٔ فولدینگ در حوزه معماری، مطرح کرده‌است. فرم ضعیف، فرمی ست که قابل انعطاف است و خود را با شرایط محیطی وفق می‌دهد؛ بنابراین فرم‌ها یا لایه‌های معماری فولدینگ، در مجاور و هم تراز یکدیگر به صورت انعطاف‌پذیر و در انطباق با شرایط کلی کالبدی، اجتماعی، و تاریخی محیط در سایت قرار می‌گیرند.
معماران در آثار سبک فولدینگ، پیچیدگی را با وحدت یا تقابل نشان نمی‌دهند بلکه به صورت نرم و انعطاف‌پذیر، پیچیدگی‌ها و گوناگونی‌های مختلف را در هم می‌آمیزند. این کار باعث از بین بردن تفاوت‌ها نمی‌شود. باعث ایجاد یک پدیدهٔ همگون و یکپارچه نیز نمی‌گردد، بلکه این عوامل و نیروها به صورت نرم و انعطاف‌پذیر در هم می‌آمیزند. و ایجاد فرم‌های منعطف می‌کنند. هویت و خصوصیت هر یک از این عوامل در نهایت حفظ می‌شود مانند لایه‌های درونی زمین که تحت فشارهای خارجی تغییر شکل می‌دهند، در عین این که خصوصیات خود را حفظ می‌کنند. نظریهٔ دیکانستراکشن جهان را به عنوان زمینه‌هایی از تفاوت‌ها می‌دید و این تضادها را در معماری شکل می‌داد. این منطق تضاد گونه در حال نرم شدن است تا خصوصیات بافت شهری و فرهنگی را به گونه ای بهتر مورد استفاده قرار دهد.
معماری فولدینگ در مقیاس شهری در جایی بین زمینه‌گرایی و بیان گرایی قرار دارد. زمینه‌گرایی به مفهومی که فرم ساختمان با زمینه و سایت در هم می‌بافد و ادقام می‌گردد. در فولدینگ فرم‌های انعطاف‌پذیر نه به صورت کامل هندسی هستند و نه به شکل‌های دلبخواهی، شلخته یا غیر هندسی. در مقیاس شهر، این لایه‌های تا شده و انعطاف‌پذیر نه نسبت به بافت مجاور خود بی‌تفاوت اند و نه مطابق با آنند، بلکه از شرایط محیطی بهره می‌جویند و آن‌ها را در منطق پیچ خورده و منحنی خود جای می‌دهند.